# Omedas
Omedas es una aldea española de la parroquia de Villavaler, perteneciente al municipio de Pravia, en la comunidad autónoma de Asturias.

## Historia
Hacia mediados del siglo XIX, el lugar ya pertenecía a la parroquia de Villavaler del municipio de Pravia. En 2023, la entidad singular de población tenía empadronados 11 habitantes, todos ellos diseminados.